# توماس إيوانو
توماس إيوانو هو لاعب كرة قدم قبرصي في مركز الدفاع، ولد في 19 يوليو 1995 في بافوس في قبرص. لعب مع نادي أيك لارنكا.

## وصلات خارجية
- توماس إيوانو على موقع الاتحاد الدولي (مؤرشف)  (الإنجليزية)
- توماس إيوانو على موقع الاتحاد الأوربي (الإنجليزية)
- توماس إيوانو على موقع قاعدة بيانات كرة القدم.إي يو (الإنجليزية)
- توماس إيوانو على موقع ناشيونال فوتبول تيمز (الإنجليزية)
- توماس إيوانو على موقع Soccerway.com (الإنجليزية)
- توماس إيوانو على موقع عالم كرة القدم.نت (الإنجليزية)